# Оксана Підсуха
Оксана Григорівна Підсуха (1969, Київ) — українська мистецтвознавиця, видавниця, редакторка та музейниця.

## Освіта
Середня спеціальна освіта: Київська середня спеціальна музична школа імені М.В. Лисенка (1976-1987). Фах – фортепіано та музикознавство.
Вища освіта: Київська державна консерваторія імені П.І. Чайковського (1987-1992). Фах — музикознавство.
Аспірантура: Київська державна консерваторія імені П.І. Чайковського (1993-1996). Кафедра історії української музики.

## Робота
- Київська державна консерваторія імені П.І. Чайковського (1996-1998). Викладачка кафедри історії української музики.
- Телестудія 1+1 (1998-2000). Журналістка, авторка мистецької рубрики для телепрограми «Сніданок з 1+1».
- Видання «Меридіан» (бортовий журнал авіакомпанії «АероСвіт», 1999-2007). Головна редакторка.
- Видання «Business Class magazine» (2007-2014). Головна редакторка.
- Музей української діаспори (філія «Музею історії міста Києва», з 2014 до сьогодні). директор[2][3][4][5][6].

## Видавнича, редакторська та журналістська діяльність
- Співзасновниця та головна редакторка видань українською та англійською мовами – Меридіан[7], Business Class magazine, Мандрик, ENVY.
- Співавторка (спільно з мистецтвознавицею Ганною Лексіною) науково-мистецького альбому «Микола Кричевський. Мистець і світ»[8].
- Співавторка серії альбомів «11 шедеврів» для Національного музею «Київська національна картинна галерея».
- Авторка численних публікацій про видатних українців світу, на теми туризму, культури та мистецтва для журналів «Меридіан», Business Class magazine, «Антиквар», “The Ukrainian: Life and culture” (США), газета «Свобода» (США)  та ін.
- Авторка статті та передмови до видання «Серж Лифар. Роки жнив» (видавництво «Варто», 2020)[9].
- Упорядниця науково-мистецького альбому «Катерина Кричевська-Росандіч. Дороги. Strassen. Roads” (2021).

## Музейна та кураторська діяльність
Керівниця та кураторка проєкту нової постійної експозиції Музею української діаспори, співавторка концепції.
Шеф-редакторка і кураторка Віртуального музею української діаспори. Проєкт реалізований 2023 року Благодійною організацією «Міжнародний благодійний фонд світових українців «Діаспора»  за підтримки Українського культурного фонду.
Кураторка виставкових проєктів. Вибрані проєкти:
- Вид на Париж (мистецька виставка-присвята сучасних українських художників хореографу українського походження Сержу Лифарю), 2015, Музей української діаспори.
- Двічі через океан (виставка подарованих музею і привезених кураторкою зі США мистецьких творів Катерини Кричевської-Росандіч та Олени Овчиннікової), 2015, Музей української діаспори.
- Наш Сікорський (виставка присвячена видатному авіаконструктору Ігорю Сікорському, кураторство спільно з Ганною Лексіною), з 2016 по сьогодні, Музей української діаспори[12].
- ТриТони (виставка сучасних українських художників Олексія Анда, Юрія Вакуленка та Миколи Муравського), 2016, Мистецький центр «Шоколадний будинок»[13].
- Liberty (виставка до 90-річчя мисткині Катерини Кричевської-Росандіч), 2016-2017.
- Єврейський погляд (виставка сучасних українських єврейських художників та мистців-представників української єврейської діаспори, каталог), 2020, Музей української діаспори[14].
- Передчуття (виставка однієї картини сучасного українського художника Андрія Чебикіна, авторка тексту концепції), 2020, Національний музей «Київська національна картинна галерея»[15].
- Катерина Кричевська-Росандіч. Дороги. Straßen. Roads (дослідницький міжмузейний виставковий проєкт до 95-річчя з дня народження  мисткині та меценатки Катерини Кричевської-Росандіч (США), організований Музеєм української діаспори спільно з Міжнародним благодійним фондом світових українців "Діаспора" за підтримки Українського культурного фонду). 2021, Музей української діаспори, Національний музей «Київська картинна галерея». Видано альбом.[16]
- П’ята хвиля (історико-мистецький виставковий проєкт, співкураторка спільно з Ганною Лексіною), 2022, Музей української діаспори.
- Народжені Україною (співкураторка виставки творів із колекції Національного музею «Київська картинна галерея» в  Kunstmuseum Basel спільно з Галиною Алавердовою), 2022-2023, Базель, Швейцарія[17].
- Memento Vitae (ретроспектива творів української та американської мисткині Олени Овчиннікової), 2023, Музей української діаспори.
- Кричевський. Саєнко. Майстер і учень (до 150-річчя з дня народження Василя Гр. Кричевського), 2023-2024, Музей української діаспори. Видано каталог.

## Громадська діяльність
- Член ICOM.
- Засновниця Міжнародного благодійного фонду світових українців «Діаспора».
- Член Спілки журналістів України.

## Нагороди
- Подяка Департамента культури КМДА (2015).
- Подяка Київського міського голови Віталія Кличка (2019).
- Грамота Київського міського голови Віталія Кличка (2023).